# کوجی سوتومورا
کوجی سوتومورا (انگلیسی: Koji Sotomura؛ زادهٔ ۲۳ ژانویهٔ ۱۹۵۸) ژیمناست هنری اهل ژاپن بود.